# Emil (dokumentarfilm)
Emil er en dansk portrætfilm fra 1988, der er instrueret af Søren Steen Jespersen, Anders Kloster og Ole Jørgensen.

## Handling
En film om Emil Enevold Christensen og hans barndom i Jelling.